# Shūbun

Läsning i en bambulund

Shūbun (周文), även Tenshō Shūbun (天章 周文), född troligen i slutet av 1300-talet, död troligen under 1460-talet, var en japansk målare och zenbuddhistisk munk under Muromachi-perioden. Han var en av de första att introducera det monokroma kinesiska tuschmåleriet i den japanska konsten, starkt influerad av stilen under Södra Songdynastin (1127–1279).
Shūbun lär ha börjat måla omkring 1403. Han var munk vid Shōkoku-ji-klostret i Kyoto, samma kloster som Josetsu och var troligtvis elev hos honom. Shūbun deltog i en resa med Japanska diplomater till Korea 1423–1424, vilken fick stor betydelse för hans utveckling av tuschmåleriet. Särskilt hans landskapsmåleri blev stilskapande för den japanska konsten.
Det finns idag inget verk kvar som helt säkert är gjort av Shūbun, men vissa antas, av olika skäl, vara gjorda av honom.
Vid det kloster han verkade, utbildades bl.a. Sesshū Tōyō och Kanō Masanobu, två av tidens främsta mästare, den senare grundare av Kanoskolan, vilka båda tog djupa intryck av Shūbuns stil.